# HTVC Phụ Nữ
HTVC Phụ Nữ là kênh truyền hình chuyên biệt dành cho phụ nữ, được phát sóng 24/7 trên mạng cáp HTVC và một số mạng cáp trên khắp lãnh thổ Việt Nam.

## Lịch sử
- Lúc 06h00 ngày 20/10/2007: HTVC cho ra mắt kênh HTVC Phụ Nữ nhằm phục vụ cho các bà nội trợ, chị em phụ nữ Việt Nam.
- 01/11/2007: HTVC Phụ Nữ phát sóng chương trình "Góc Hàn Huyên"
- 20/10/2009: Nhân kỷ niệm 2 năm phát sóng, HTVC Phụ Nữ phát sóng chương trình "Yoga mỗi ngày" do HTVC hợp tác với Yoga California hợp tác sản xuất.
- Năm 2008 đến năm 2010: Vào mỗi 8/3 hằng năm, HTVC Phụ Nữ phát sóng thông điệp chị em phụ nữ thông qua các tin nhắn gửi đến tổng đài 8338, mỗi tin nhắn sẽ được phát sóng trên HTVC Phụ Nữ.
- Năm 2016: HTVC Phụ Nữ chính thức thay đổi bộ nhận diện mới Logo với slogan: Khoảng trời riêng của bạn.

## Các chương trình
- Thay lời muốn nói
- Góc Hàn Thuyên
- Món Ngon Mỗi Ngày
- Khéo Tay Hay Làm
- Làng Ẩm Thực
- Du lịch 5 châu
- Phim Vàng Hàn Quốc (18g, 21g, 12g mỗi ngày)
- Phút giây cảnh giác
- Ý phái đẹp lời phái mạnh